# Punaiset Messiaat
Punaiset messiaat es una banda de porvoo de estilo punk rock que tocó durante los años 1991–1998. Se inició en los años 90 con un estilo punk/hardcore punk pero pronto comenzaron a combinar su música y a obtener un estilo de rock progresivo. Punaiset messiaat fue en 1993 contratada por la discográfica Levy-yhtiö. La presencia del género punkpop en sus canciones hizo que la música de la banda cobrara éxito, y más aún tras el lanzamiento del segundo álbum.
Los primeros años de la banda contenían en su música una serie de grabaciones, tours por la radio y apariciones en televisión. En el otoño de 1997, el cantante y compositor Piet Raakalainen se trasladó a Londres. Debido a esto los demás miembros tuvieron que conseguir a otro cantante para la banda. Punaiset messiaat se unió de nuevo en el año 1999, y Pietin regresó de nuevo a Finlandia. La banda tocó más de tres conciertos, y trabajaron en nuevo material grabado para el cuarto álbum en el verano del año 2000. Sin embargo el disco no se lanzó, y los miembros de la banda empezaron a centrarse en otros proyectos, como por ejemplo Dolchamar, banda a la que Piet siguió contribuyendo. Stöde, Sarge y Läynde siguen tocando juntos. La teclista Lende sin embargo se fue a la banda Lordi cambiando su nombre artístico a Awa.

## Miembros
- Piet Raakalainen – vocalista
- Stöde Beelzebub – bajo, vocalista
- Kessu T. Tuho – batería
- Läynde J. Kristus - guitarra eléctrica, batería
- Jürgen Seivästäjä – guitarra eléctrica
- Idi Kyberpunk – teclista
- Lende Mielihyvä – teclista, vocalista
- Hippo Crates – guitarra eléctrica, más tarde también el bajo

## Discografía

### Álbumes
- Back In Bu$ine$$ (1995)
- Lemmentykki (1996)
- Älä osta; varasta (1997)

### Sencillos
- Onko tää rakkautta?! (1996)
- Oma rotta (1996)

### EP
- Punainen Inkvisitio (1992)
- Neljä tarinaa pikkukaupungista (1994)
- Messiadi (1994)
- Punk on pop (1996)
- Tuu mun luo (1996)
- Hornan hovin häät (1997) CD + libro/cómic de terror[3]